# 佐藤大地
佐藤 大地（さとう だいち、2003年1月26日 - ）は、ジャパンラグビーリーグワンの清水建設江東ブルーシャークスに所属するラグビーユニオン選手。

## 略歴
宮城県古川市（現・大崎市）出身。小学生時代から、4歳上の姉・佐藤優奈と同じ古川ラグビースクールでラグビーを始める。
2018年、地元中学から國學院大學栃木高等学校に進学し、高1からフランカーやロックで先発出場。高2からロックに固定し、3年間連続して花園（全国高等学校ラグビーフットボール大会）に出場した。
2021年、明治大学に進む。1年時に大学選手権（全国大学ラグビーフットボール選手権大会）の初出場機会を得る。3年時には全試合に先発出場で大学選手権で準優勝。4年時も先発出場でベスト4となる。
2025年1月27日、ジャパンラグビーリーグワンの清水建設江東ブルーシャークスへの入団を発表した。同年3月、明治大学卒業。